# Deutsche Botschaft Reykjavík
Die Deutsche Botschaft Reykjavík ist die diplomatische Vertretung der Bundesrepublik Deutschland in der Republik Island.

## Lage und Gebäude

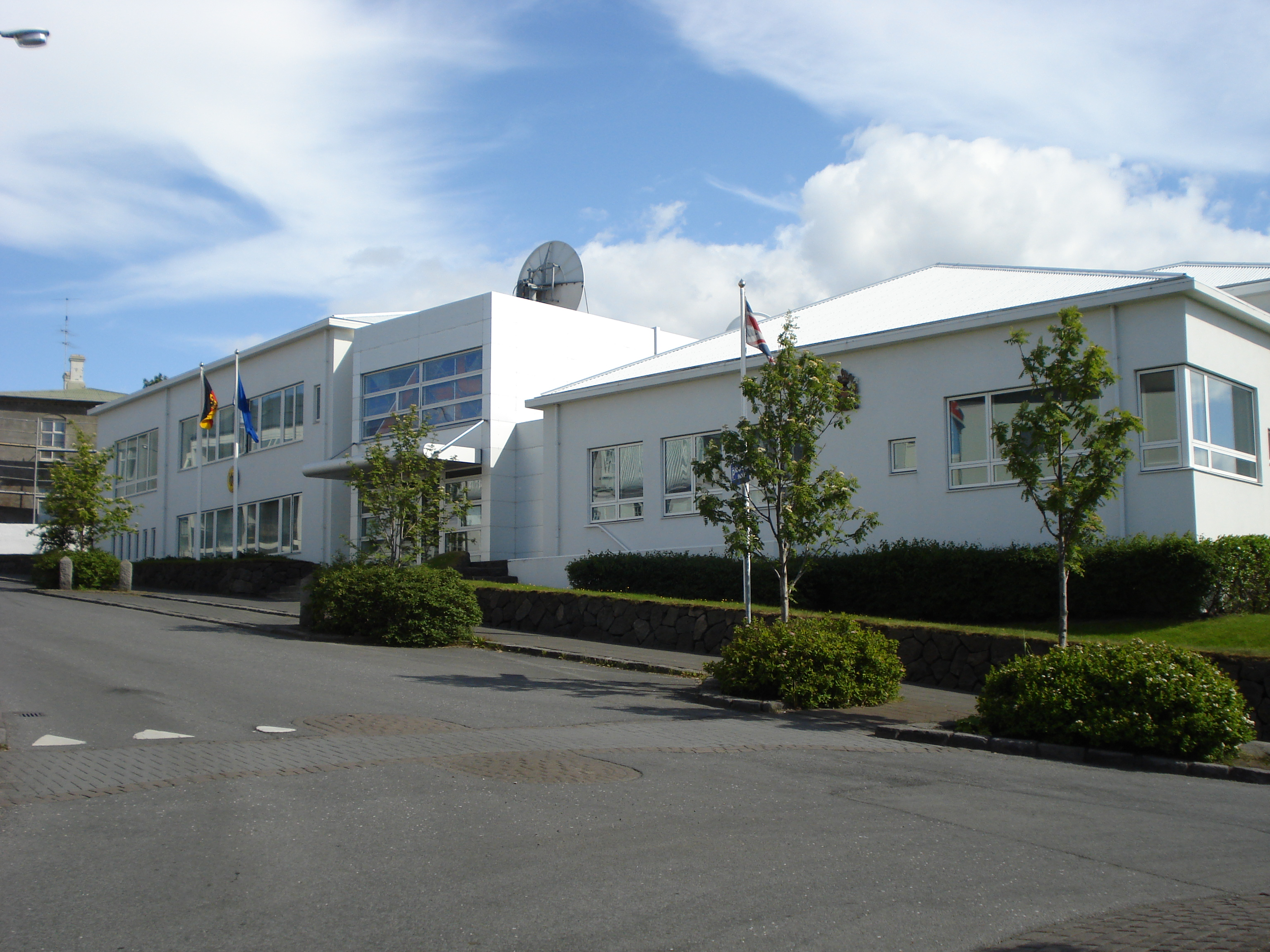
Gemeinsames Kanzleigebäude der Botschaften Deutschlands und des Vereinigten Königreichs in Reykjavik

Die Kanzlei der Botschaft befindet sich wie andere ausländische Vertretungen im Stadtteil Downtown im Zentrum der isländischen Hauptstadt Reykjavík. Die Straßenadresse lautet: Laufásvegur 31, 101 Reykjavík. Der Eingang zu der Kanzlei liegt jedoch um die Straßenecke in Hellesund 4.
Das 1,5 Kilometer entfernte Außenministerium ist in wenigen Minuten erreichbar. Zum 50 Kilometer südwestlich befindlichen internationalen Flughafen Keflavík ist mit einer Fahrtzeit von einer Dreiviertelstunde zu rechnen.
Bei der Botschaft Reykjavík handelt es sich um die einzige deutsche Auslandsvertretung in Europa, die sich ein Gebäude mit der Botschaft des Vereinigten Königreichs teilt. Die britische Regierung hatte die Liegenschaft Laufásvegur 31 im Jahr 1968 gekauft. Nach einer Sanierung des Gebäudes und Umstrukturierung der Botschaft stellte sich in den 1990er Jahren heraus, dass das Raumangebot den Bedarf überstieg. Zur gleichen Zeit suchte das Auswärtige Amt nach einer neuen Unterbringung für die Deutsche Botschaft Reykjavík. Nach Einigung über die Modalitäten wurden die Botschaften am 2. Juni 1996 von Staatsminister Werner Hoyer (Bundesregierung), Außenminister Malcolm Rifkind (Vereinigtes Königreich) und Außenminister Halldór Ásgrímsson (Island) eröffnet.
Bei der Residenz des Botschafters handelt es sich um ein repräsentatives Stadthaus.

## Auftrag und Organisation
Die Botschaft Reykjavík hat den Auftrag, die deutsch-isländischen Beziehungen zu pflegen, die deutschen Interessen gegenüber der Regierung von Island zu vertreten und die Bundesregierung über Entwicklungen in Island zu unterrichten.
In der Botschaft werden die Sachgebiete Politik, Wirtschaft und Kultur bearbeitet.
Das Referat für Rechts- und Konsularaufgaben der Botschaft bietet deutschen Staatsangehörigen alle konsularischen Dienstleistungen und Hilfe in Notfällen an. Es besteht ein telefonischer Rufbereitschaftsdienst täglich bis Mitternacht. Der konsularische Amtsbezirk der Botschaft umfasst ganz Island. Die Visastelle erteilt Einreiseerlaubnisse für in Island ansässige Staatsangehörige dritter Länder. Isländische Staatsangehörige benötigen bei Aufenthalt bis zu 90 Tagen kein Einreisevisum für den Schengen-Raum.

## Geschichte
Die Bundesrepublik Deutschland eröffnete am 16. Dezember 1952 eine Gesandtschaft in Reykjavík, die am 6. Januar 1956 in eine Botschaft umgewandelt wurde.
Die DDR richtete im Jahr 1957 eine Kammervertretung in Reykjavík ein. Island nahm am 12. Januar 1973 diplomatische Beziehungen mit der DDR auf. Die Botschafter in Oslo (Norwegen) waren bis zu dem Ende der Beziehungen mit dem Beitritt der DDR zur Bundesrepublik Deutschland in Island nebenakkreditiert.